# Pascweten
Pascuueten, ou Pascweten, (mort au début du mois de juin 876), est comte de Vannes. De 874 à 876 il partage le pouvoir en Bretagne avec Gurwant.

## Biographie
L'ascendance de Pascuueten n'est pas connue. Une généalogie tardive établie à l'Abbaye Saint-Aubin d'Angers le mentionne avec son frère Alain le Grand comme étant tous deux les fils d'un certain Ridoredh, cependant rien ne permet de l'affirmer avec certitude.
Pascuueten était un comte breton sous les règnes d'Erispoë puis de Salomon. Proche conseiller de ce dernier, il participa néanmoins avec Gurwant et Guigon au complot qui vise à l'assassiner. Pascuueten devint ensuite l’un des prétendants qui se disputèrent le pouvoir sur la Bretagne après la mort de Salomon de Bretagne. Il basait ses prétentions sur son mariage avec la fille du roi défunt, Prostlon.
Dans une charte datée du 25 octobre 866, Pascuueten est qualifié de belstonno. Ce terme est un hapax et désigne selon Aurélien de Courson l’intendant du palais au Pays de Galles. L’abbé Le Tallec apporte deux hypothèses, il fait un rapprochement entre belstonno et l’actuel village de Belz. Selon lui, Pascuueten obtient ce qualificatif du fait de sa proximité avec ce territoire, car le Lec’h portant le nom de sa femme Prostlon s’y trouve. Belstonno peut également désigner un équivalent de l’expression Bello Tonans, celui "qui fait la guerre avec grand bruit". Le mot peut également être issu de l’ancien breton, selon le dictionnaire breton Devri, le préfixe bel serait une variante de vel signifiant « prince » et le suffixe stonno pourrait être interprété par « obtus », pour un individu il faut y voir le sens d’obstiné,. Pascuueten, gendre du roi et comte de Vannes, peut ainsi être présenté comme le bras armé du roi Salomon, détenteur d’importantes prérogatives civiles et militaires au sein du Vannetais. Comme tout aristocrate de son temps, il fonde son prestige sur sa vaillance aux combats.
Pascuueten, comte de Vannes détient en bénéfice des terres dans la presqu'île de Guérande et concède quelques-unes de ses possessions foncières aux moines de Redon. Il cède ainsi la propriété de Brondin en Cavud, les villae de Botcau et Ranlis, le lieu nommé Bronnaril pour y faire une saline, une pièce de terre en Monte Arill pour y faire une saline, la saline Barnahardisca et la villa Burbrii situées en Guérande dans le lieu nommé Canuel, un lieu près de la mer pour y faire une écluse près de Bronnaril, une partie de son héritage en Béné pour le rétablissement de Salomon, les villae de Mordan et Hoethlor situées dans la paroisse de Fougères et enfin une partie de sa terre de Ranhocar près de Guérande et celle de Rancaranton en Péaule.
En 874, il conspira avec le comte de Rennes, Gurwant, pour assassiner le roi. En 875, il attaqua à deux reprises les forces de Gurwant près de Rennes, mais échoua en dépit de ce qui semble avoir été une importante supériorité numérique.
Son frère Alain hérita du comté de Vannes en juin 876 et devint roi de Bretagne en 895.